# Benjamin Baduel
Pour les articles homonymes, voir Baduel et Famille Baduel d'Oustrac.
François Marie Ambroise Benjamin Baduel d'Oustrac, né le 6 décembre 1818 au château d'Oustrac (Aveyron) et mort le 16 mai 1891 à Saint-Flour (Cantal), est un ecclésiastique catholique français. Il est évêque de Saint-Flour de 1877 à sa mort.

## Biographie

### Premières années
François-Marie-Ambroise-Benjamin Baduel naît le 6 décembre 1818 au château d'Oustrac, sur la commune de Laguiole. Son père, Pierre Baduel — dit « d'Oustrac » —, est un riche propriétaire ; sa mère est Marie-Gertrude Jalabert. Son précepteur est l'abbé Boutonnet, qui deviendra évêque de Guadeloupe. Benjamin Baduel fait ses études au collège royal de Rodez et semble être passé par le lycée de Clermont où il obtient un baccalauréat ès lettres. Il se dirige ensuite vers la prêtrise, tout comme son frère aîné : il entre en 1839 au séminaire d'Issy, puis étudie à partir d'octobre 1841 au séminaire Saint-Sulpice où il côtoie François Richard de La Vergne et François-Narcisse Baptifolier. Il est finalement ordonné prêtre en 1844 et se voit affecté la paroisse Saint-Roch à Paris.
En 1850, Jean-Antoine-Marie Foulquier, évêque de Mende, l'appelle à lui en tant que secrétaire particulier. Trois ans plus tard, il est de retour à Paris pour exercer les fonctions d'aumônier de la communauté de la Visitation de la rue de Vaugirard, où il devient proche de Louis-Gaston de Ségur. En 1856, il est nommé vicaire de la paroisse de Saint-Martin-des-Champs, nouvellement instituée.
À partir de 1859, il occupe les fonctions bénévoles d'aumônier militaire. Dans le quartier de Belleville — où il réside — ainsi que dans d'autres, il soutient les œuvres sociales catholiques avec ses fonds personnels. C'est durant ses années parisiennes que l'abbé Baduel rencontre l'abbé Bourret, un autre aveyronnais. En 1871, Joseph-Ernest Bourret, devenu évêque de Rodez, le choisit pour faire partie de son conseil diocésain. L'année suivante, il le nomme dans la paroisse de Villefranche-de-Rouergue.

### Évêque de Saint-Flour

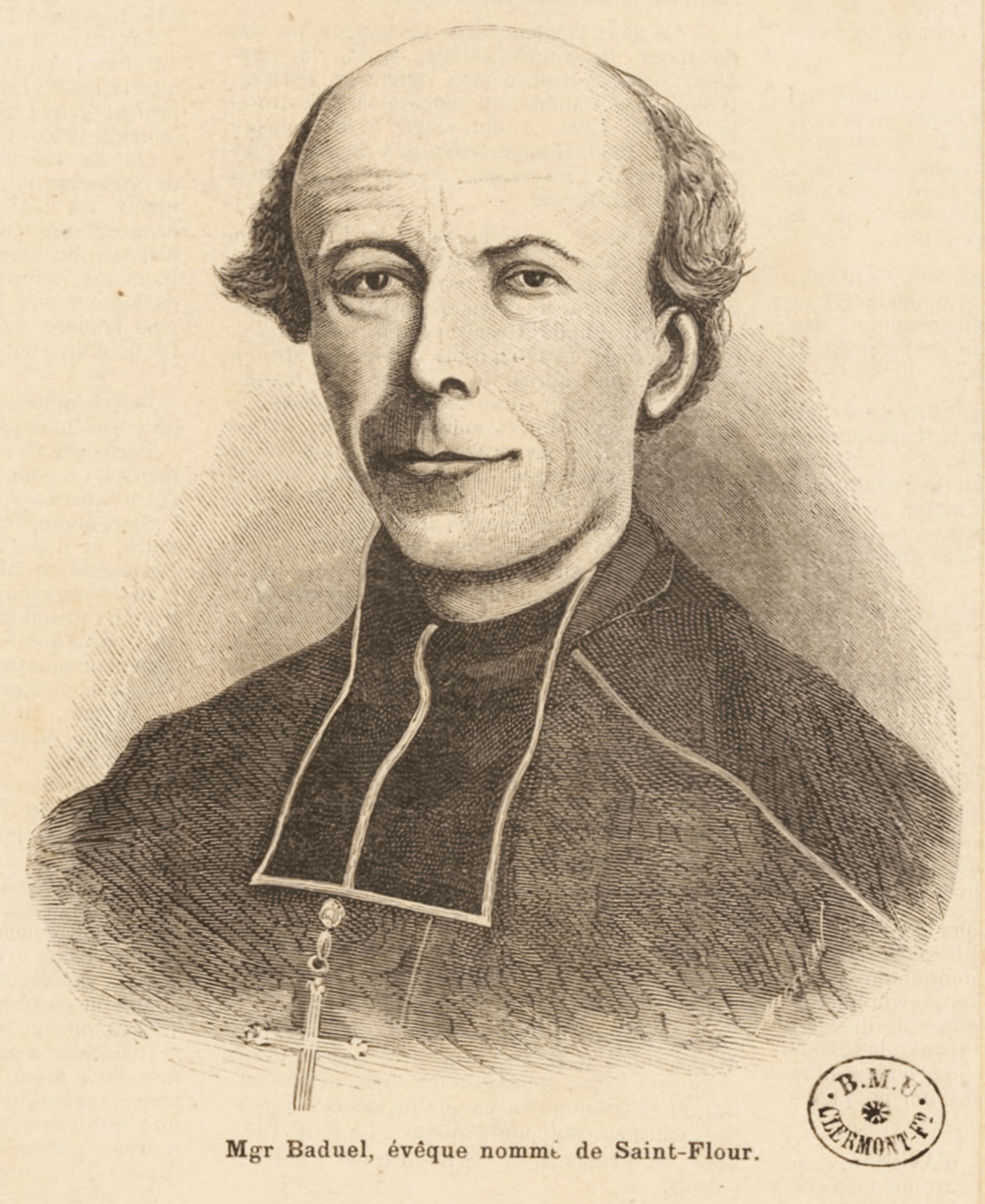
Benjamin Baduel en 1877.

Dès 1872, son nom circule pour accéder à la dignité épiscopale ; sa candidature est soutenue par Julien Costes et Jean-Antoine-Marie Foulquier, respectivement évêque et évêque émérite de Mende, et Ernest Bourret. L'abbé Baduel reçoit l'appui de plusieurs hommes politiques conservateurs : Casimir Mayran — la fille de ce dernier est mariée au neveu de Baduel —, Joseph Brunet et Jean Delsol,. Dans le contexte de la crise du 16 mai 1877, ces soutiens, tout comme celui de Bourret, très écouté du nonce, sont déterminants,. Bourret le pressent pour le siège de Saint-Flour et le présente à Félix Dupanloup en les termes suivants : « Né dans la partie haute du Rouergue et dans le voisinage du Cantal, il appartient à l'une des familles les plus considérables de notre pays ; […] il possède de son chef et par lui-même une fortune évaluée à plus d'un million dont il fait un excellent usage et qui ne lui sera point inutile dans un pays pauvre comme les montagnes du Cantal ». Le 23 juin 1877, il est choisi pour l'évêché de Saint-Flour, le nonce ayant souligné qu'il était « spécialement dévoué au Saint-Siège » ; il est confirmé le 21 septembre 1877,. Sa consécration épiscopale a lieu le 21 novembre 1877 : son consécrateur principal est Bourret, assisté des co-consécrateurs Costes et Pierre-Alfred Grimardias. La cérémonie d'installation de l'évêque à Saint-Flour a lieu le 7 décembre 1877. Il succède à Pierre-Antoine-Marie Lamouroux de Pompignac, prélat connu pour ses orientations libérales.
Parmi les évêques de la région, Baduel est des rares à être issus des notables locaux, la plupart étant d'extraction humble. Sa théologie politique des relations entre l'Église et l'État est proche de celle de Louis-Édouard Pie et de son protecteur Bourret, qui défendent les droits temporels de l'Église et jugent que la grandeur de la France est intrinsèquement liée à la fidélité des autorités civiles vis-à-vis du catholicisme,. La nomination de l'abbé Baduel à l'épiscopat peut-être rapprochées de celle d'autres prélats de caractère intransigeant pendant la même période.      

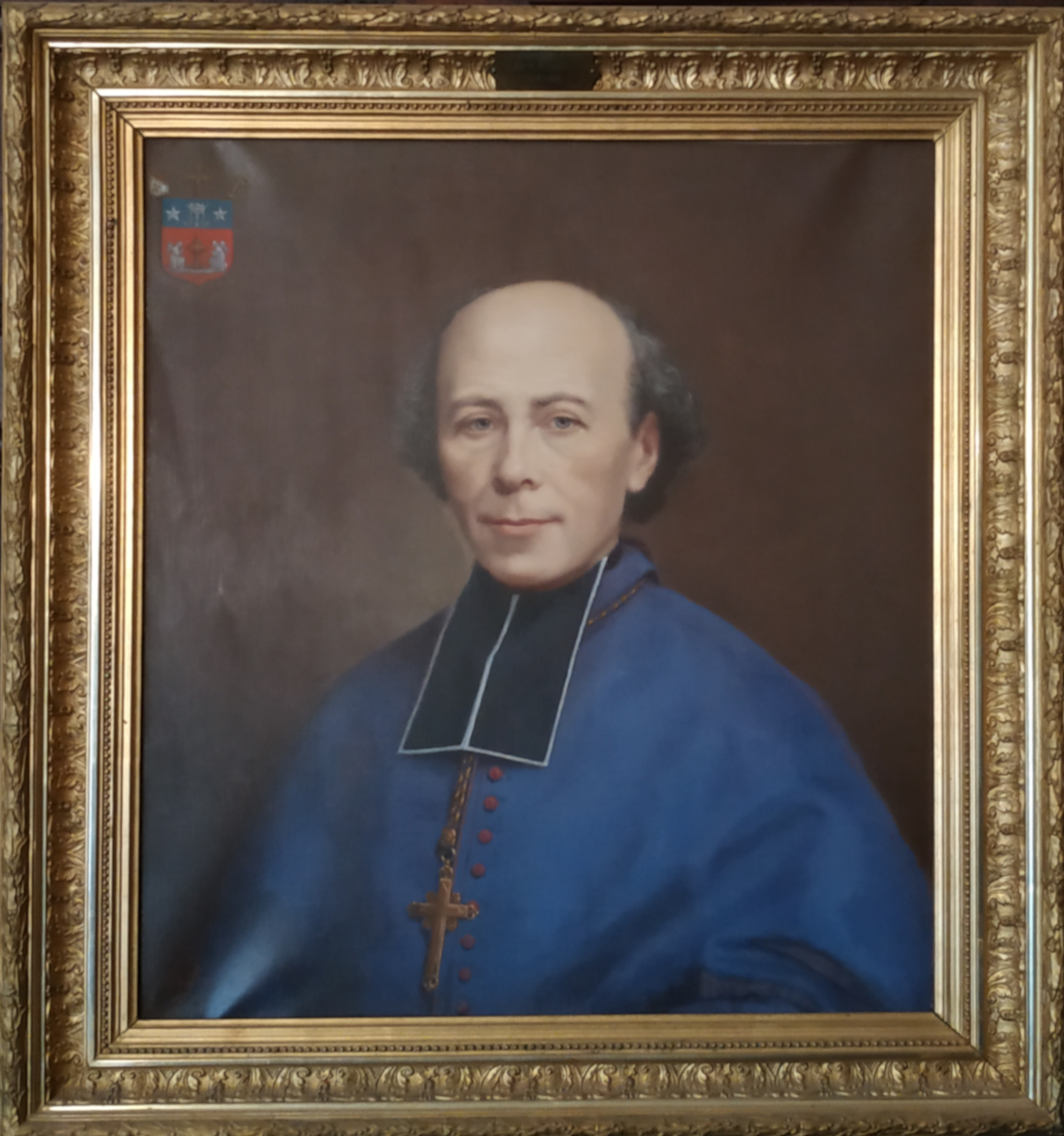
Portrait de Baduel conservé au musée de la Haute-Auvergne (ancien palais épiscopal de Saint-Flour).

Dans un diocèse dont les populations sont très catholiques, le clergé représente une force politique importante, que Baduel encourage. Dans l'automne 1877, avant les élections législatives, lui et Bourret s'emploient à rassembler les conservateurs et à résorber les progrès électoraux des républicains dans leurs départements respectifs mais avec peu de succès,. Ces interventions conduisent La République française à s'attaquer le 5 octobre 1877 à l'influence politique de l'évêque de Saint-Flour. Par la suite, le prélat apporte son soutien aux candidatures législatives ou départementales de son entourage. En 1878, il fonde La Semaine catholique de Saint-Flour dont il confie la direction à son secrétaire, l'abbé Vassal ; cet organe de l'évêché se caractérise par un positionnement antiparlementaire et antirépublicain marqué. Baduel retire également son soutien à un journal catholique de Centre gauche, La Haute-Auvergne, préférant apporter sa caution morale à L'Impartial du Cantal, hostile à la République. Le pouvoir républicain soumet l'évêque à une surveillance particulière ; ainsi, le 28 mai 1880, une circulaire d'Armand Fallières précise que les prédications, l'usage du Domine salvam fac Rempublicam et les déclarations du bas-clergé du diocèse de Saint-Flour seraient particulièrement scrutés par l'administration. Baduel proteste officiellement le 18 juin 1880, et L'Univers lui donne un écho national. En 1882, Baduel, comme beaucoup d'évêques du sud du Massif central, dénonce la loi Jules Ferry sur l'enseignement laïque comme étant le fourrier de l'athéisme d'État. Face à la politique de laïcisation de la société française menée par les républicains, il participe à la fondation d'écoles privées et se consacre aux œuvres sociales comme aux œuvres de catéchisme.
Baduel est le consécrateur principal de Jean-Pierre Pagis en 1882 et compte parmi les co-consécrateurs de Charles Lavigne et Julien Vidal en 1887. Il meurt le 16 mai 1891 à Saint-Flour.